# 哈勒特角

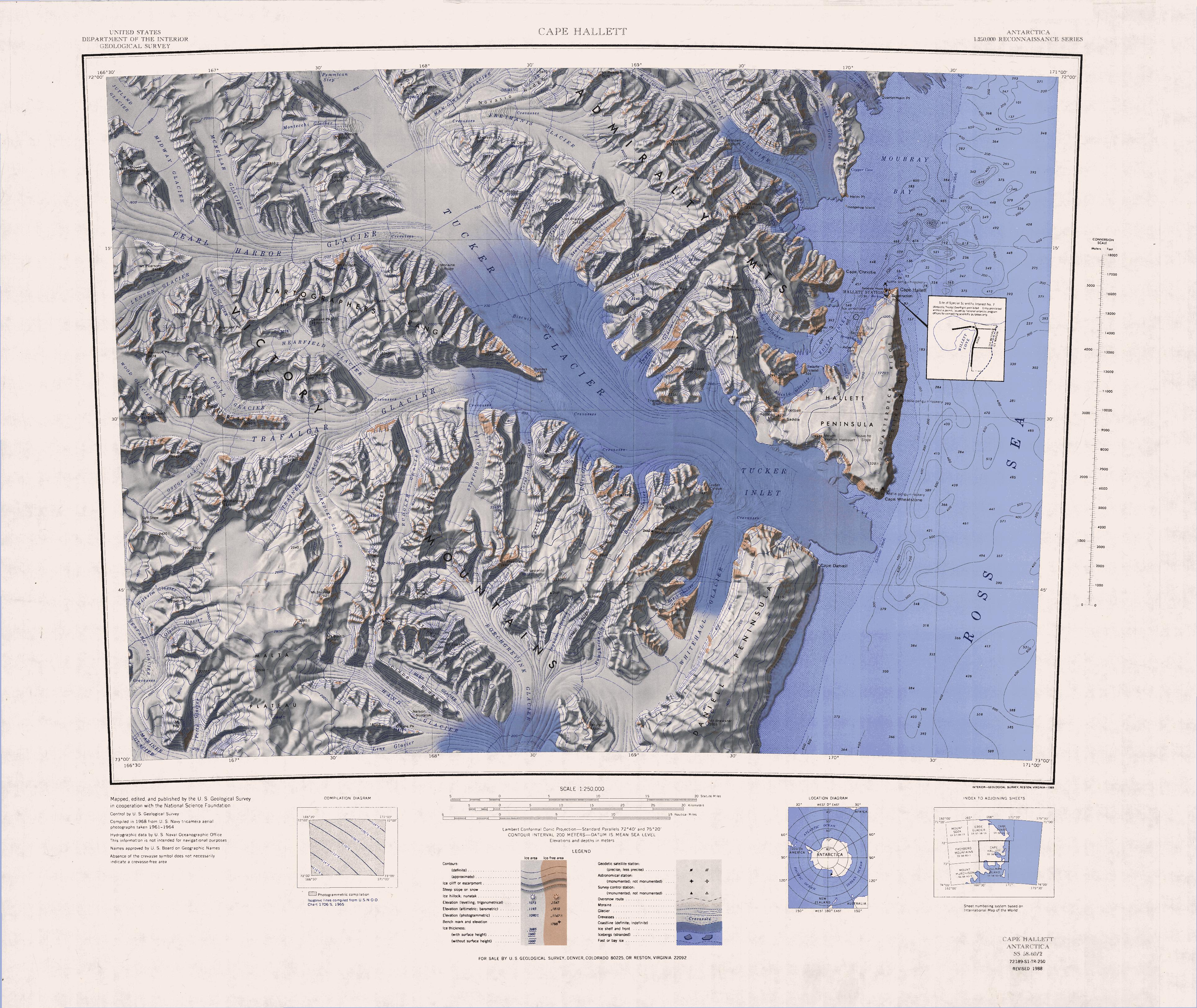

哈勒特角（英語：Cape Hallett）是南極洲的海角，位於維多利亞地的羅斯海沿岸，是哈勒特半島的北端，處於阿代爾角以南100公里，該海角在1957年大火前是美國和新西蘭的共同科研基地。

## 外部連結
- Antarctica New Zealand clean up page

72°19′S 170°16′E / 72.317°S 170.267°E